# Бах, Иоганн Кристоф (1671)
Иога́нн Кри́стоф Бах (нем. Johann Christoph Bach III; 16 июня 1671, Эрфурт — 22 февраля 1721, Ордруф) — немецкий органист, композитор. Старший брат Иоганна Себастьяна Баха. 

## Родители
Отец — Иоганн Амброзий Бах.
Мать — Мария Леммерхирт.

## Биография
Родился в Эрфурте в 1671 году, за несколько месяцев до того, как семья переехала в Айзенах.
Учился в Эрфурте под руководством Пахельбеля, его нотная библиотека содержала работы Пахельбеля, Фробергера и Керля.
В 1690 году стал органистом в Ордруфе.
В 1694 году женился на Доротее фон Хоф, у них было девять детей: Тобиас Фридрих Бах (1695—1768), Кристиана София Бах (1697—1725), которая была замужем за Иоганном Кристианом Хаппе (1689—1761), Иоганн Бернхард Бах-младший (1700—1743), Иоганн Кристоф Бах (1702—1756), Иоганна Мария Бах (1705—1742), Иоганн Генрих Бах (1707—1783), Магдалена Элизабет Бах (1710—1789), которая была замужем за Людвигом Готфридом Мёллером (1700—1777), Иоганн Андреас Бах (1713—1779) и Иоганн Себастьян Бах (1713).
После смерти отца стал опекуном своих малолетних братьев — Иоганна Якоба и Иоганна Себастьяна. 
Все сыновья Иоганна Кристофа стали музыкантами.